# Stae
Stae is een plaats in de Deense regio Noord-Jutland, gemeente Aalborg, en telt 400 inwoners (2007). Vlak bij het dorp ligt een stroomcentrale